# (11579) Tsujitsuka
(11579) Tsujitsuka (1994 JN) – planetoida z pasa głównego asteroid okrążająca Słońce w ciągu 4,17 lat w średniej odległości 2,59 j.a. Odkryta 6 maja 1994 roku.